# Gaspar de Guzmán, Conde-Duque de Olivares
Gaspar de Guzmán y Pimentel Ribera y Velasco de Tovar, 1º Duque de Sanlúcar, 3º Conde de Olivares (Roma, 6 de Janeiro de 1587 — Toro, 22 de Julho de 1645), popularmente chamado de Conde-Duque de Olivares, foi um político espanhol, favorito e ministro de Filipe IV. Como primeiro-ministro (1621-1643), esgotou a Espanha em negócios externos e numa fracassada tentativa de reforma doméstica. Seu empenho em recapturar os Países Baixos levou seu país a um importante envolvimento na Guerra dos Trinta Anos (1618–1648), e suas tentativas de centralizar o poder e aumentar os impostos de guerra provocaram revoltas na Catalunha e em  Portugal, o que acabou por provocar a sua queda.

## Biografia
Passou os primeiros anos da sua vida em Itália, onde o pai era embaixador de Filipe II de Espanha, junto da Santa Sé. Tanto o Papa Clemente VII como o seu pai favoreciam a sua inclinação para os estudos eclesiásticos, por ser o terceiro filho, mas a morte de seus irmãos mais velhos mudou a sua vida. Casou-se com sua prima, Inés de Zúñiga y Velasco. A seu pai devia a habilidade política, o tacto diplomático e a astúcia, que o levam ao cargo de primeiro-ministro de Filipe IV de Espanha. Tanto em Madrid como em Sevilha, vive com grande ostentação, o que lhe acarreta dificuldades económicas.
A partir de 1615, faz parte da corte do infante D. Filipe, filiado no partido de Uceda. Quando o infante sobe ao trono, o poder passa para as mãos de Olivares, que manda matar e prender as figuras mais destacadas do reinado anterior, como Rodrigo Calderón.
Além do título referido, Olivares torna-se camareiro-mor do reino, grande escudeiro e chanceler das Índias. Constrói uma enorme fortuna, enriquece a família e dá à corte de Espanha uma magnificência inaudita, à custa de enormes sacrifícios dos súditos. O seu principal objectivo político, aparentemente, era unificar os diversos reinos da Península Ibérica. Procurou igualmente deter o declínio industrial e comercial ibérico, o que não se afigurava tarefa fácil pois a mentalidade aristocrática espanhola escarnecia das profissões mercantis.
Quanto à política exterior, segue a mesma linha de Filipe III de Espanha que, por sua vez, continuou a de seu pai. Em 1621, terminada a paz de «doze anos» com a Holanda, não procura a paz definitiva e a guerra que se seguiu traz consequências desastrosas para Espanha.
No que respeita a Portugal, tenta sufocar a revolta de 1640, enviando ao duque de Medina Sidónia, capitão-general da Andaluzia, o irmão da duquesa de Bragança, que ilude o encargo. Olivares consegue apenas a prisão de D. Duarte de Bragança, irmão de João IV de Portugal, visto que a guerra continuava indecisa para ambas as partes.
O fracasso da sua política era evidente. A burguesia, que previa a sua queda, afastava-se dele; corriam brochuras, epigramas e documentos, um dos quais intitulado Delitos e Feitiçarias, continha uma impressionante quantidade de delitos atribuídos ao ministro.
Em 1643 sai de Madrid, perdida a confiança do rei, a caminho de Loeches, de onde passou para Toro, onde morreu.